# 紀元前769年
紀元前769年（きげんぜん769ねん）は、西暦による年。

## 他の紀年法
- 干支 : 壬申
- 中国
  - 周 - 平王2年
  - 魯 - 孝公38年
  - 斉 - 荘公贖26年
  - 晋 - 文侯12年
  - 秦 - 襄公9年
  - 楚 - 若敖22年
  - 宋 - 戴公31年
  - 衛 - 武公44年
  - 陳 - 平公9年
  - 蔡 - 釐侯41年
  - 曹 - 恵伯27年
  - 鄭 - 武公2年
  - 燕 - 頃侯22年
- 朝鮮
  - 檀紀1565年
- ユダヤ暦 : 2992年 - 2993年

## できごと
- 鄭が鄶を滅ぼし、新鄭に遷都した。

## 死去
- 魯の孝公